# Благовещенский, Николай Николаевич (архитектор)
Никола́й Никола́евич Благове́щенский (январь 1867, Углич — 13 ноября 1926, Москва) — русский архитектор, работавший в Москве и окрестностях в начале XX века. Известен общественными постройками в духе поздней эклектики, сельскими храмами и отдельными постройками в стиле модерн. Школьные здания постройки Благовещенского — остаются школами, колледжами и лицеями по сей день.

## Биография
Родом из Углича, окончил семинарию в Ярославле. В 1887—1893 годах обучался в Императорской Академии художеств, которую окончил со званием классного художника архитектуры 2-й степени и медалями за выполненные проекты.
В 1886—1906 годах состоял архитектором Общества Электрического освещения, был командирован в Московское отделение Общества. С 1887 по 1906 годы выстроил несколько корпусов Центральной электростанции на Раушской набережной (впоследствии перестроены). В 1899 году работал помощником архитектора С. У. Соловьёва на постройке Ходынских (Николаевских) казарм. В том же году был назначен московским участковым архитектором; состоял на службе вплоть до 1917 года. В 1900 году стал архитектором Московской епархии; находясь в этой должности, построил целый ряд подмосковных храмов и часовен. В 1912—1913 годах выполнял обязанности члена Строительного совета.
Автор многих муниципальных зданий и сооружений в Москве; самой крупной группой построек Н. Н. Благовещенского стали разнообразные учебные здания. В порядке частной практики занимался строительством доходных домов. Зодчий работал в разных архитектурных стилях, в том числе выполнил ряд проектов в стилистике модерна. По мнению доктора искусствоведения М. В. Нащокиной, наиболее заметными постройками Н. Н. Благовещенского периода модерна являются Городской училищный дом В. А. Бахрушина, Торговый дом Товарищества Прохоровской Трёхгорной мануфактуры и доходный дом М. А. Мальцева, которые несли черты рационального направления стиля. Нащокина подчёркивает в постройках Благовещенского «крепкий архитектурный профессионализм», однако отмечает, что они, чаще всего, были лишены индивидуальности и новизны.
Строительная практика Благовещенского была прекращена в 1915—1917 годах. После Октябрьской революции занимал различные посты: в 1918 году служил заведующим строительным отделом XV Петровского отделения Московского совета районных дум; в 1920 году — заведующий Механической прачечной Воспитательного дома; в 1921 году — заведующий отделением жилищного строительства Москомгосоора и архитектором Архитстроя; в 1925—1926 годах — уполномоченный губернский инженер Бауманского района.
Жил в Москве в Большом Овчинниковском переулке, 24; на Пречистенском бульваре, 31, в Спиридоньевском переулке, 8 (собственный дом). Похоронен в Москве на Введенском кладбище.

## Проекты и постройки
- Жилые и служебные постройки на территории Центральной электрической станции (1897—1906, Москва, Раушская набережная, 10 — Садовническая улица, 11)[сн 1], перестроены в 1920-х годах архитектором К. Осиповым; ценный градоформирующий объект[7];
- Церковь Параскевы (Пятницы) Великомученицы (1901—1904, Москва, Старокачаловская улица, 8, корп. 1), объект культурного наследия регионального значения[7][8];
- Часовня (1902, с. Добрино Лотошинского района Московской области), не сохранилась[9];
- Церковь при приюте для слепых мужчин (1902, Москва), не сохранилась;
- Часовня Иконы Божией Матери Смоленская (1902, д. Чиверёво, городское поселение Пироговский Мытищинского района Московской области)[10];
- Училище имени Н. В. Гоголя (1902, Москва, Большая Калитниковская улица, 36); ныне — строительный колледж № 1;

- Пристройка приделов и ремонт церкви Покрова Пресвятой Богородицы в Пехре-Покровском (1902, Балашиха, кв. Пехра-Покровское, д. 128)[11];
- Расширение Храма Всех Святых во Всехсвятском (1902—1903, Москва, Ленинградский проспект, 73)[12][13];
- Городской училищный дом (1903, Москва, Александровская слобода за Покровской заставой);
- Дом бесплатных квартир имени братьев Бахрушиных (1903, Москва, Фалеевский переулок, 3);
- Училищный дом (1903, Москва, Гусятников переулок, 7);
- Феодосьевский придел собора Богоявленского монастыря (1903, Москва, Богоявленский переулок, 4);
- Перестройка церкви Николая Чудотворца (1903, с. Никольское Одинцовского района Московской области)[14];
- Городская лечебница имени Л. Н. Сумбул (1903, Москва, Большой Рогожский переулок, 17); сейчас — музей общественного питания;
- Доходный дом (1903, Москва, Землянский переулок, 3);
- Деревянная церковь Серафима Саровского (1903, с. Юркино Орехово-Зуевского района Московской области), сгорела в 1930-х годах[15];
- Расширение Воскресенской церкви Николо-Железовского погоста (1903, д. Шипулино, городское поселение Высоковск Клинского района Московской области);
- Перестройка (колокольня и трапезная) церкви Иконы Божией Матери Казанской (1903, с. Лайково Московской области)[16];
- Женская учительская семинария (1904, Москва, Трубниковский переулок, 15, во дворе);
- Начальное училище имени Ф. П. Копейкина-Серебрякова (1904, Москва, Большой Предтеченский переулок, 7, стр. 1), выявленный объект культурного наследия[7];
- Городской училищный дом имени В. А. Бахрушина (1904—1905, Москва, Смоленский бульвар, 4), перестроен с сохранением деталей фасада;
- Деревянная церковь на кладбище (1905, с. Рогачево Дмитровского уезда);
- Фабрика кофе, шоколада, какао Торгового дома «Братья А. и С. Ивановы» (1905, Москва, Малая Ордынка, 29/1); впоследствии фабрика «Рот-Фронт», сейчас — строительный колледж № 1;
- Дом М. А. Еремеева (1907, набережная Москвы-Реки в Хамовниках), не сохранился;
- Церковь Преображения Господня (1907, Москва, с. Спас-Купля), сломана в середине XX века[17].;
- Постройка колокольни и расширение церкви Троицы Живоначальной (1907, Москва, с. Ознобишино)[18];
- Перестройка храма (1907, с. Кожино Рузского уезда);
- Краснопрудная подстанция трамвая (1907, Москва, Краснопрудная улица, 16, стр. 1)[6];
- Дом и хозяйственные постройки А. А. Лобунченко (1907—1908, Москва, улица Дурова), не сохранились;
- Постройки во владении Аренсона (1907—1909, Москва, Кривоарбатский переулок), не сохранились;
- Церковь Николая Чудотворца в Старом Коптево (1907—1917, Москва, Коптевская улица, южнее дома № 8), разобрана не раньше 1928 г.[19];
- Дом Е. Е. Ксенофонтова со службами (1908, Москва, Школьная улица), не сохранились;
- Дом во владении Знаменского монастыря (1908, Москва, улица Варварка), не сохранился;
- Училищный дом (1908, Москва, Донская улица, 37); сейчас — лицей № 1553;
- Здание Замоскворецкого отделения ломбарда (1908, Москва, Большая Серпуховская улица, 13);
- Здание Таганского отделения ломбарда (1908, Воронцовская улица, 4; по другим данным — Большие Каменщики, 3[4]);
- Кинотеатр «Художественный» (1909, Москва, Арбатская площадь, 14), перестроен Ф. О. Шехтелем;
- Доходный дом Л. В. Шамшиной (1909, Москва, улица Знаменка, 8/13 — Староваганьковский переулок, 13/8, стр. 1). Благовещенским выполнен план здания, проект фасадов и постройка осуществлены Ф. О. Шехтелем;
- Торговый дом братьев Алексеевых (Прохоровской Трёхгорной мануфактуры) (1909—1910, Москва, Никольская улица, 6), ценный градоформирующий объект[7];

- Церковь Покрова Пресвятой Богородицы (1909—1912, с. Кикино Дмитровского района Московской области[20]);
- Городской арестный дом (1900-е, Москва);
- Учебный корпус Бахрушинского приюта (1910, Москва, Первый Рижский переулок, 2);
- Училищный дом (1911, Москва, Товарищеский переулок, 22); сейчас — колледж лёгкой промышленности № 5;
- Расширение церкви Покрова Пресвятой Богородицы (1911—1912, с. Ильино Дмитровского района Московской области[21]);
- Городское училище имени А. С. Пушкина (1912, Москва, Вторая Сокольническая улица, 3); сейчас — школа № 1402 имени А. С. Пушкина;
- Доходный дом при церкви Ржевской иконы Божией Матери (1912—1913, Москва, Большой Ржевский переулок, 10);
- Пристройка к корпусу кондитерской фабрики (1912, Москва, Николоямской переулок, 5, во дворе);
- Надстройка доходного дома М. А. Мальцева (1912—1913, Москва, Новая Басманная улица, 31);
- Колокольня старообрядческой церкви Святой Екатерины в доме И. И. Карасева (1914—1915, Москва, Бауманская улица, 18), объект культурного наследия регионального значения[7][22];
- Храм Святого Симеона Персидского — усыпальница Зайцевых на Пятницком кладбище (1914—1915, Москва, Дроболитейный переулок, 5, стр. 2)[23];
- Доходный дом Московского городского общества взаимного от огня страхования (1915, Москва, Неглинная улица, 25/1, стр. 1), перестроен в 1923 году В. И. Корчагиным[7];
- Проект доходного дома при больнице имени Александра III (1915, Москва, Малый Казённый переулок, 5), не осуществлён.

### Сноски
1. ↑  Здесь и далее проекты и постройки даны по М. В. Нащокиной, с необходимыми дополнениями и уточнениями